# Hamad bin Khalifa Al Thani
Shejk Hamad bin Khalifa Al Thani (الشيخ حمد بن خليفة آل ثاني), född 1 januari 1952 i Doha i Qatar, var Qatars emir (regent) 1995–2013. Han är medlem av ätten Al Thani.
Shejk Hamad har examen från Royal Military Academy Sandhurst, Storbritannien. År 1995 övertog han Qatar från sin far Khalifa bin Hamad Al Thani i en oblodig statskupp, medan fadern befann sig i Schweiz, och verkade under sin regeringstid för att modernisera landet. I västvärlden var han mest känd för att i sitt land husera Al Jazeera. Han och hans andra hustru Mozah Bint Nasser Al Missned har låtit bygga upp amerikanska universitet.
Shejk Hamad har tre fruar och tjugofyra barn: elva söner, bland andra nuvarande emiren Tamim bin Hamad, och tretton döttrar, bland andra al-Mayassa bint Hamad. I juni 2013 överförde Shejk Hamad makten till den näst äldste sonen, Tamim bin Hamad.
Hösten 2008 tillträdde Elisabeth Tarras-Wahlberg en ettårig tjänst som rådgivare i internationella relationer hos Emiren.
Han äger megayachten Katara.

## Utmärkelser
- Kung Abdulaziz-orden,  1976[7]
- Nilorden,  1976[7]
- Francisco de Miranda-orden,  1977[7]
- Al-Hussein orden,  1995[7]
- Riddare med storkors av Sankt Mikaels och Sankt Georgsorden,  22 juli 1997[8]
- Storkors av Hederslegionen,  2 juni 1998[7]
- Den nationella Lejonordens storkors,  11 juni 1998[7]
- Nishan-e-Pakistan,  6 april 1999[7]
- Förbundsrepubliken Tysklands förtjänstorden - storkors av särskilda klassen,  27 maj 1999[7]
- Ordenskedja av Rumänska Stjärnans orden,  24 oktober 1999[7]
- Storkorsriddare med kedja av Republiken Italiens förtjänstorden,  26 april 2000[9]
- Jemens republikorden,  5 augusti 2000[7]
- José Martí-orden,  14 september 2000[7]
- Storkorset med kedja av Finlands Vita Ros orden,  3 april 2007[10]
- Storkors av Frälsarens orden,  20 juni 2007[7]
- Kung Tomislavs stororden,  7 april 2009[11]
- Storkedja av Henrik Sjöfararens orden,  20 april 2009[12]
- Maltas nationalförtjänstorden,  26 augusti 2009[7]
- Bolivars bysts orden,  23 maj 2010[13]
- Riddare med storkors av Bathorden,  26 oktober 2010[14]
- Storkorset av Nederländska Lejonorden,  9 mars 2011[15]
- Kedja av Isabella den katolskas orden,  20 april 2011[16][17]
- Lakandulaorden,  11 april 2012[18]
- Storkedja av Peruanska Solorden,  2013[19]
- Namngivet skjutvapen
- Qatars självständighetskedja
- Österrikiska republikens förtjänstorden i guld
- Omanorden
- Stora ordensbandet av Cederträdorden
- Första klass av Jaroslav den vises orden
- Skanderbegorden

[Redigera Wikidata]